# Ligne âpre

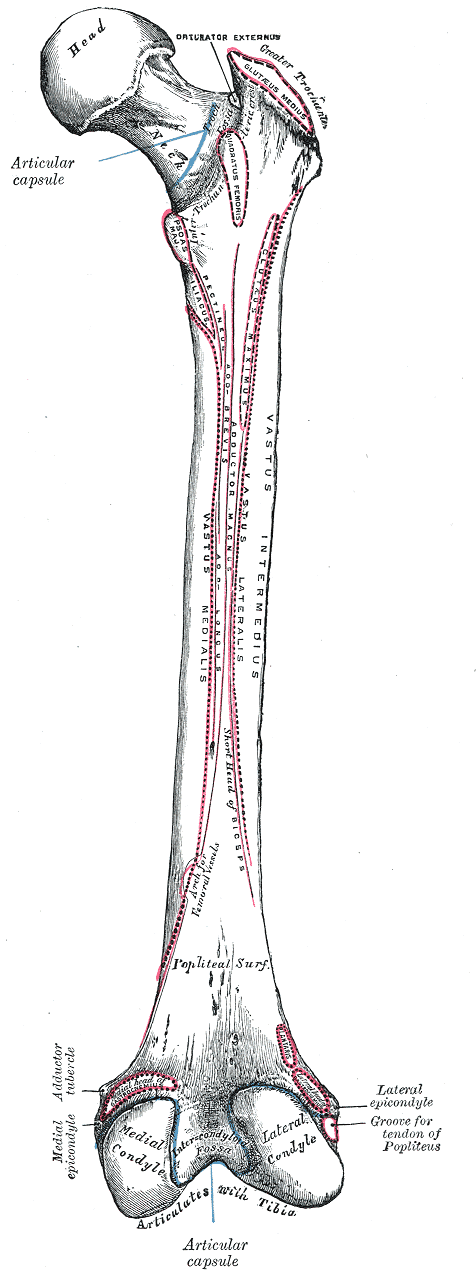
Face postérieure du fémur sur laquelle on devine la ligne âpre.

La ligne âpre (ou crête fémorale) est le bord postérieur du corps du fémur. 

## Description
La ligne âpre est saillante, épaisse et rugueuse. On lui distingue une partie supérieure, une partie moyenne et une partie inférieure correspondant chacune à environ un tiers de sa hauteur.

### Partie supérieure
La partie supérieure de la ligne âpre est divisée en trois crêtes : les lèvres latérale et médiale de la ligne âpre, et entre les deux la ligne pectinéale du fémur.

#### Lèvre latérale de la ligne âpre
La lèvre latérale très rugueuse remonte quasiment à la verticale vers la base du grand trochanter.
Elle donne insertion à une partie des tendons du muscle grand glutéal dans sa partie supérieure, et au muscle vaste latéral dans sa partie inférieure.
En dedans de sa partie inférieure s'insère le muscle grand adducteur pouvant créer un quatrième crête. 
Vers sa partie moyenne, il peut exister un renflement formant le troisième trochanter.

#### Lèvre médiale de la ligne âpre
La lèvre médiale contourne la face interne du fémur en passant sous le petit trochanter.
Elle donne insertion au muscle vaste médial, et se poursuit en haut par la ligne inter-trochantérique.

#### Ligne pectinéale du fémur
La ligne pectinéale du fémur se situe entre les lèvres latérale et médiale. Elle se dirige vers le petit trochanter et donne insertion au muscle pectiné.

### Partie moyenne
Les trois lignes de la partie supérieure convergent pour former une simple crête.
De chaque côté s’insèrent les muscles vastes latéral et médial. Entre les deux s’insère le muscle grand adducteur au centre de la ligne âpre.
Entre ce dernier et le muscle  vaste latéral s’insère en haut le muscle grand glutéal et le chef court du muscle biceps fémoral en bas.
Entre le muscle grand adducteur et le muscle vaste interne viennent s'insérer les muscles adducteurs (muscle court adducteur et muscle long adducteur). 
La ligne âpre est perforée, un peu en dessous de son centre, par le canal nourricier qui laisse passer les vaisseaux nourriciers du fémur.

### Partie inférieure
En dessous, la ligne âpre se prolonge par deux crêtes, dégageant entre elles une zone triangulaire : la surface poplitée du fémur (ou espace poplité du fémur) sur laquelle passe l'artère poplitée. 
La crête latérale est la plus marquée des deux et elle descend jusqu'au sommet du condyle latéral du fémur. 
La crête médiale est moins marquée, en particulier dans sa partie supérieure, où elle est croise l'artère fémorale. Elle se termine au-dessous du sommet du condyle médial du fémur par un petit tubercule qui donne insertion à un tendon du muscle grand adducteur.

## Galerie

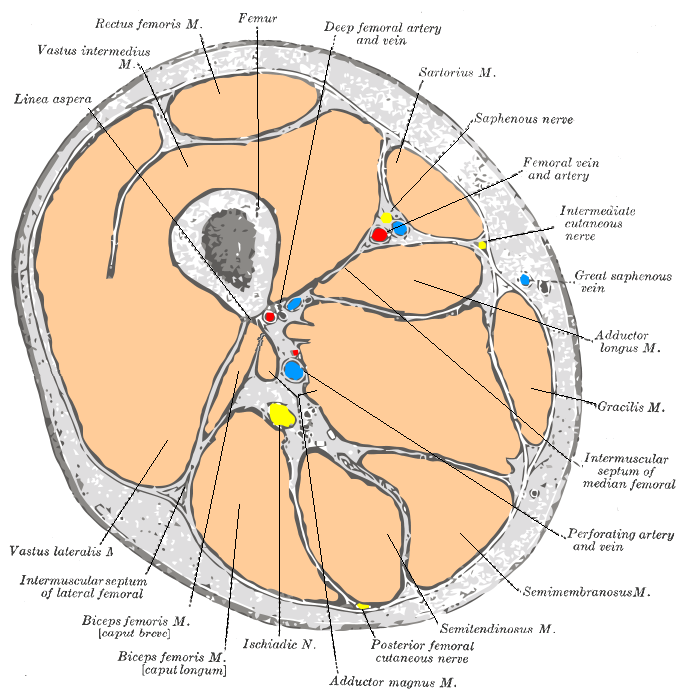
Section transversale du tiers moyen de la cuisse